# فان اندا (كولومبيا البريطانية)
فان اندا (كولومبيا البريطانية) (بالإنجليزية: Van Anda, British Columbia)‏ هي منطقة سكنية تقع في كندا.